# Bulson
Bulson é uma comuna francesa na região administrativa de Grande Leste, no departamento Ardenas. Estende-se por uma área de 6,35 km². Em 2010 a comuna tinha 137 habitantes (densidade: 21,6 hab./km²).